# Hvalbiar kommuna
Hvalbiar kommuna is een gemeente in het noorden van het eiland Suðuroy, op de Faeröer. De gemeente omvat de plaatsen Hvalba, Sandvík en het onbewoonde eiland Lítla Dímun.
Eiði · Eystur · Fámjin · Fuglafjarður · Fugloy · Hov · Húsar · Húsavíkar · Hvalba · Hvannasund · Klaksvík · Kunoy · Kvívík · Nes · Porkeri · Runavík · Sandur · Sjógv · Skálavík · Skopun · Skúvoy · Sørvág · Sumba · Sunda · Tórshavn · Tvøroyri · Vága · Vágur · Vestmanna · Viðareiði